# Gay Games
Los Gay Games son un evento multideportivo que se realiza cada cuatro años por la comunidad LGBT, similar a los Juegos Olímpicos, organizado por la Federation of Gay Games (FGG). El evento fue creado en 1980 por Tom Waddell, un decatleta olímpico de Estados Unidos, y fue llevado a cabo por primera vez en 1982 en San Francisco.
Los Gay Games se ven a sí mismos como un evento deportivo y cultural, sin discriminación de sexos, orientación sexual, raza, religión, nacionalidad, procedencia étnica, orientación política, capacidades atléticas, incapacidad física, edad o estados de salud. La participación y el mejor rendimiento personal están en primer plano.

The purpose of the Federation of Gay Games is to foster and augment the self-respect of lesbians and gay men throughout the world and to engender respect and understanding from the nongay world, primarily through an organized international participatory athletic and cultural event held every four years, and commonly known as the Gay Games.
El propósito de la Federation of Gay Games es promocionar y aumentar el autorespeto de lesbianas y hombres gays del mundo y generar respeto y comprensión del mundo no gay, principalmente a través de la organización un evento internacional atlético y cultural abierto a la participación y realizado cada cuatro años, conocido habitualmente como Gay Games.
Federation of Gay Games

En 2006, el evento incluyó unos 30 deportes y 12.000 participantes, siendo uno de los acontecimientos deportivos de aficionados mayores del mundo. Además del programa deportivo, incluye un amplio programa cultural, con concursos de coros y bandas, exposiciones, así como obras de teatro y cabaré. El evento comienza con una fiesta de apertura y suele durar una semana. El cierre suele tener una ceremonia de clausura con la entrega de las insignias al organizador de los próximos juegos.

## Ciudades organizadoras

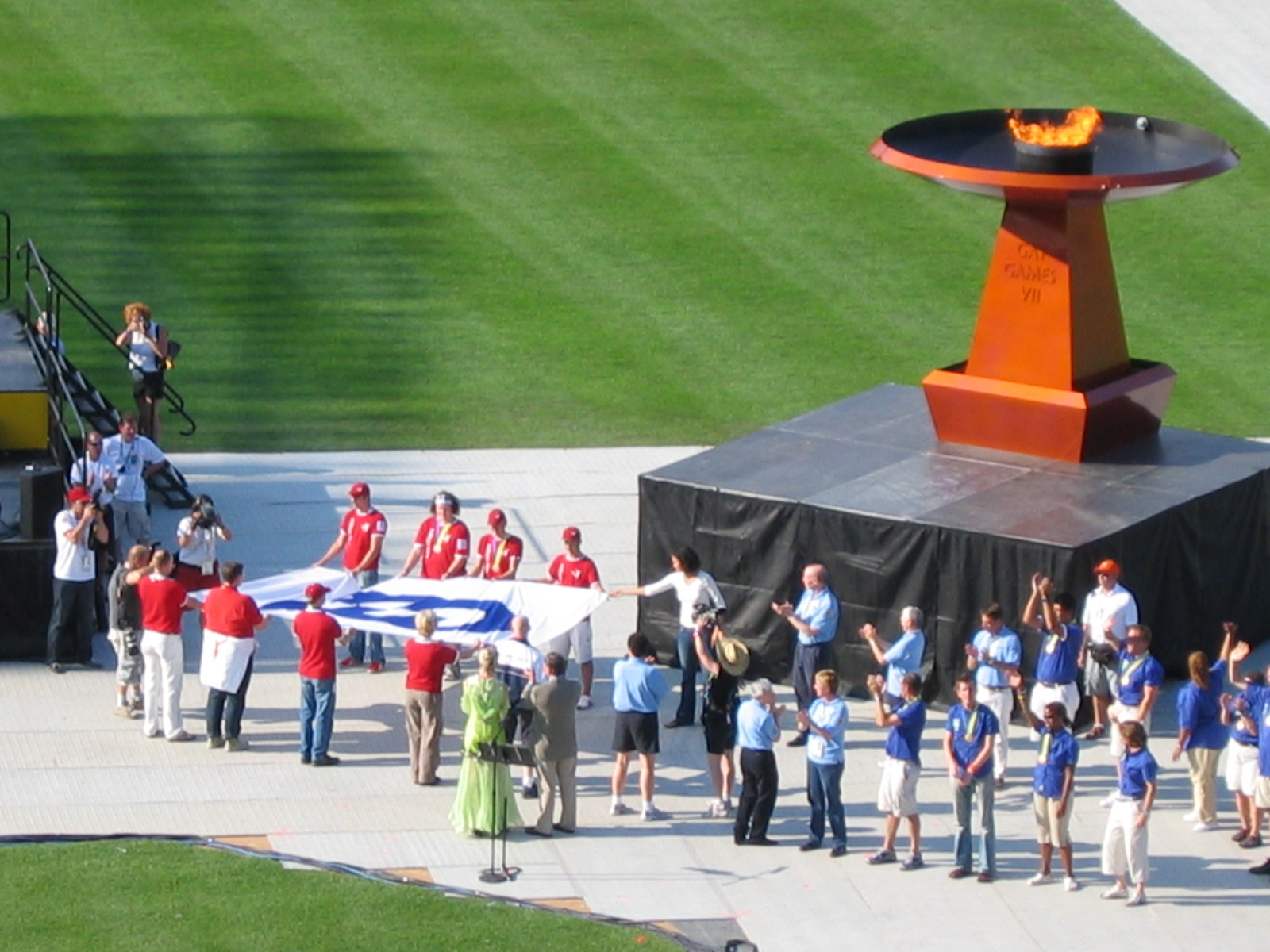
Entrega de la bandera en los Gay Games de 2006 al equipo de Colonia.

| Edición  | Año  | Sede                                   | Países | Participantes |
| -------- | ---- | -------------------------------------- | ------ | ------------- |
| I        | 1982 | San Francisco, Estados Unidos          | 12     | 1350          |
| II       | 1986 | San Francisco, Estados Unidos          | 17     | 3500          |
| III      | 1990 | Vancouver, Canadá                      | 27     | 8800          |
| IV       | 1994 | Nueva York, Estados Unidos             | 40     | 12 500        |
| V        | 1998 | Ámsterdam, Países Bajos                | 68     | 13 000        |
| VI       | 2002 | Sídney, Australia                      | 70     | 12 100        |
| VII      | 2006 | Chicago, Estados Unidos                | 70     | 11 700        |
| VIII     | 2010 | Colonia, Alemania                      | 70     | 9500          |
| IX       | 2014 | Cleveland, Estados Unidos              | 50     | 8000          |
| X        | 2018 | París, Francia                         | 91     | 10 317        |
| XI       | 2023 | Hong Kong, China / Guadalajara, México |        |               |
| XII      | 2026 | Valencia, España                       |        |               |
| Fuentes: |      |                                        |        |               |

## Controversias
Tom Waddell, el iniciador de la idea, quería que los juegos se llamasen Gay Olympics, pero una denuncia del Comité Olímpico Internacional (COI) por el uso de «olímpico», del que tenían el derecho de uso exclusivo, obligó a un cambio de nombre tres semanas antes de la realización de los primeros juegos. Algunos, como Jeff Sheehy, acusaron al COI de homofobia, otros, como Daniel Bell, ven una reacción habitual en el COI.
Los Gay Games se vieron envueltos en una segunda polémica cuando en 2003, las diferencias entre la Federation of Gay Games y la ciudad organizadora para los juegos de 2006, Montreal, decidieron seguir caminos separados tras una serie de polémicas sobre el tamaño del evento, el presupuesto y la transparencia financiera. La Federation of Gay Games decidió entregar los juegos a Chicago, mientras que el comité organizador de Montreal decidió continuar con sus planes, creando los World Outgames y su comité organizador, la Gay and Lesbian International Sport Association.